# ハムロホン・ザリフィ

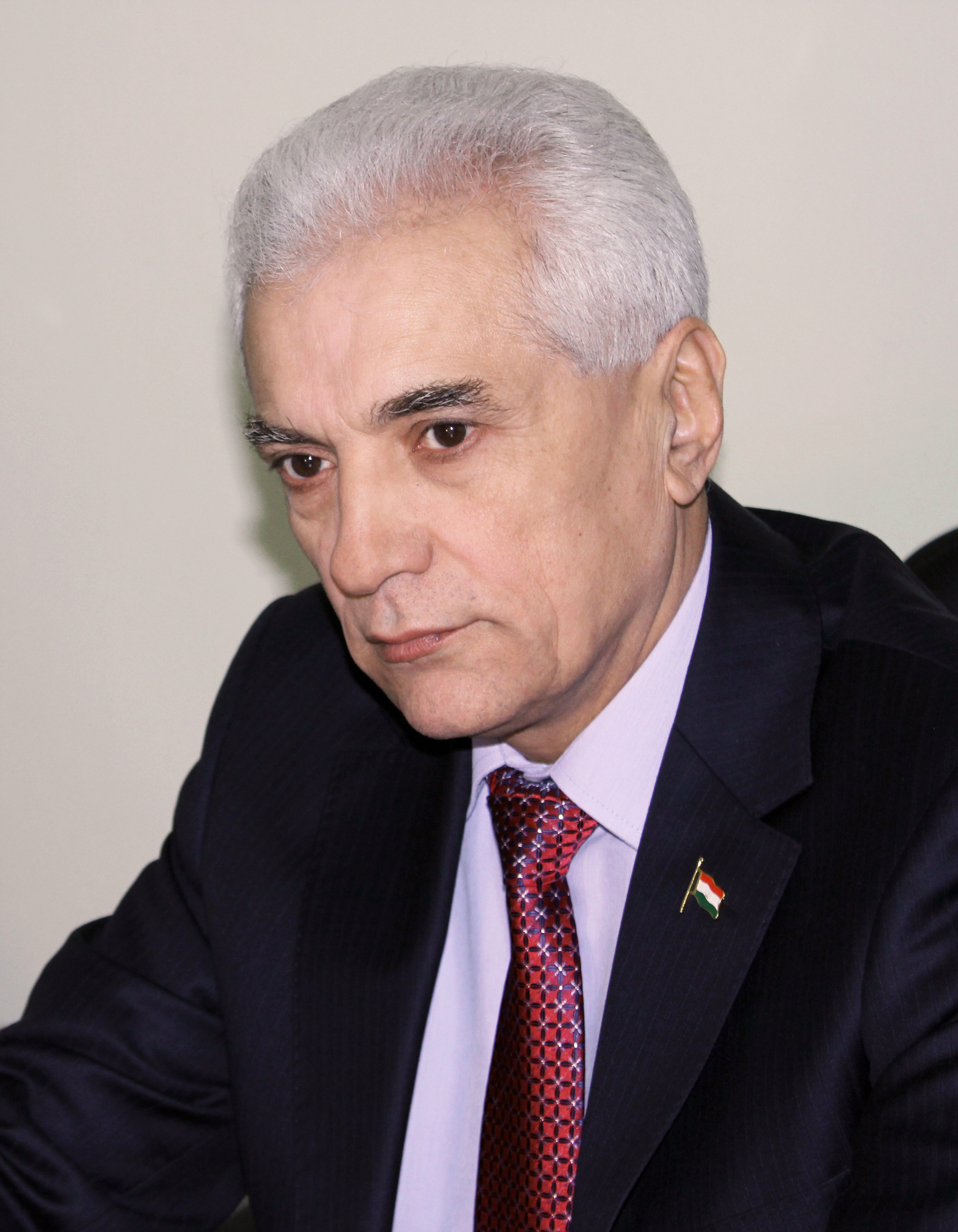
ハムロホン・ザリフィ

ハムロホン・ザリフィ（タジク語: Ҳамрохон Зарифӣ Hamrokhon Zarifi、ロシア語: Хамрохон Зарифи、1948年12月25日 - ）は、タジキスタンの政治家、外交官。外務相。
過去、ロシア語風のザリポフ（Зарипов）という姓だったが、2007年4月、タジク語風のザリフィに改姓した。

## 経歴
ヴォセイスキー地区（タジク語読みだとヴォセ地区）出身。タジク人。1971年、物理・数学教師専攻でクリャーブ国立教育大学（現クリャーブ国立大学）を卒業。
1971年からクリャーブ教育大学の講師。イスラマバードの国家現代語学大学英語課程研修。その後、タジキスタンの保安機関、外務省の副局長、人事・特殊情報局長として働く。
1995年〜2002年、外務次官、駐OSCEタジキスタン共和国代表、駐オーストリア全権大使（非常駐）。2002年〜2006年、駐米全権大使（非常駐）。
2006年12月1日、外相に就任。2013年11月、外相を辞任。
2015年8月、駐日タジキスタン大使を拝命。同年12月9日、皇居で信任状を捧呈した。
2023年、日本国政府より令和5年春の叙勲において、旭日大綬章が贈られた。

## パーソナル
妻帯、2児を有する。
二等「シャラフ」勲章を受章。ソ連時代、「ソ連国境の警備における優秀さに対する」メダル、三等「武勲に対する」メダルを受章。